# Schloss St. Gotthard

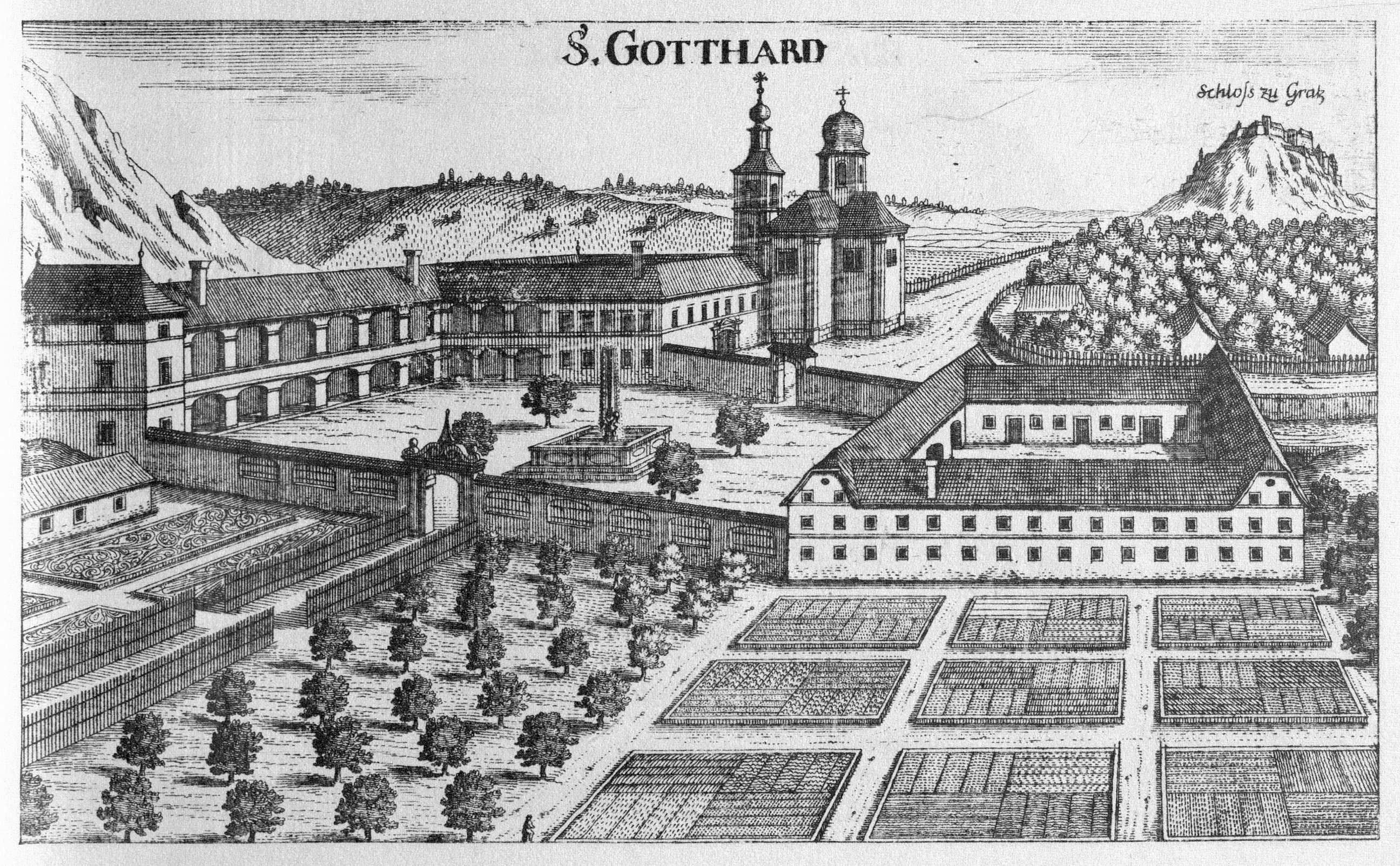
Schloss St. Gotthard in der Topographia Ducatus Stiria von Vischer

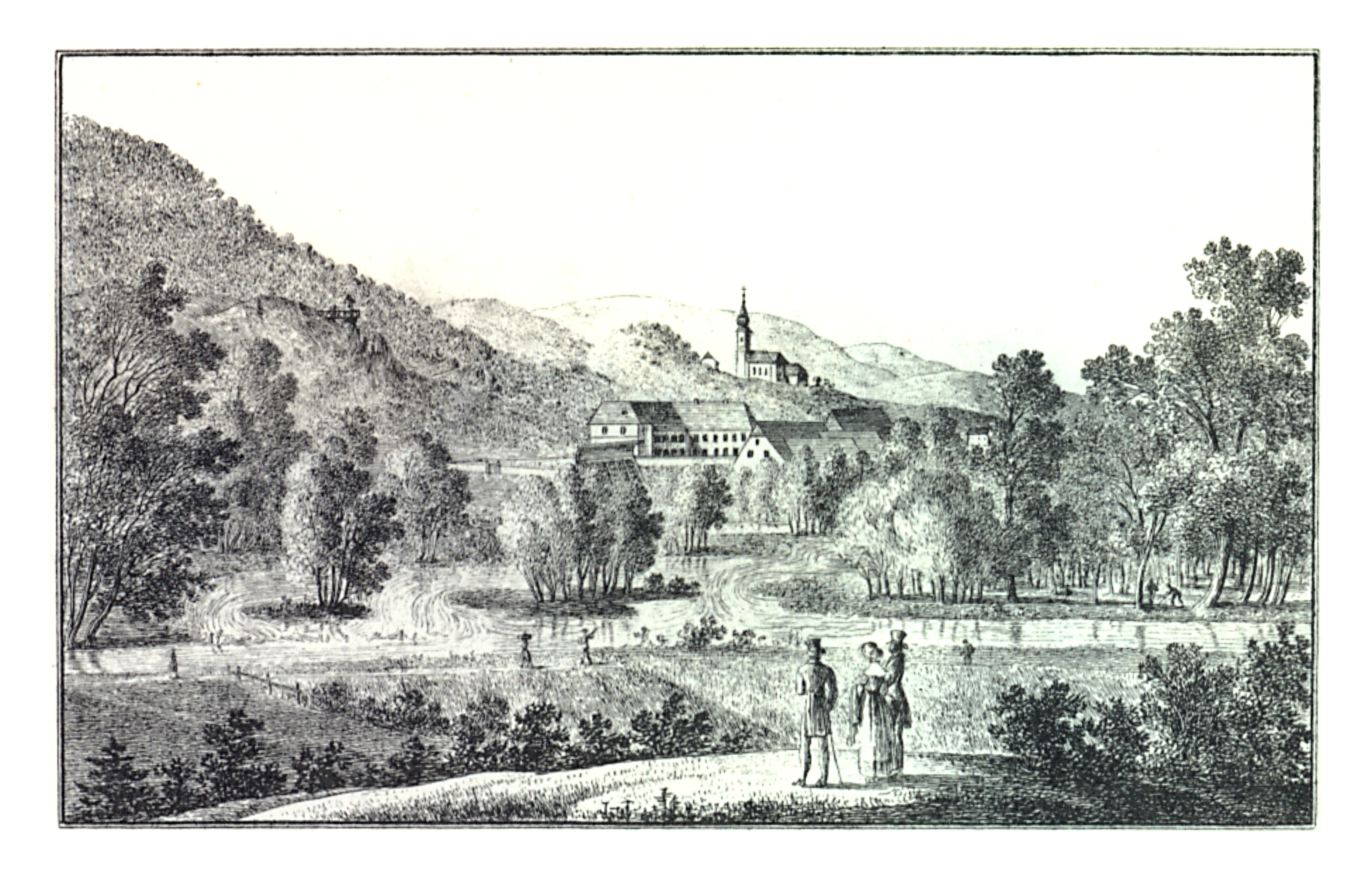
Schloss St. Gotthard um 1830, Lith. Anstalt J.F. Kaiser, Graz

Das Schloss St. Gotthard ist ein kleines Schloss im zwölften Grazer Stadtbezirk Andritz. Seine Geschichte reicht bis in das 12. Jahrhundert zurück.

## Lage
Das Schloss befindet sich im nördlichen Graz, etwas westlich von St. Veit, am Fuß des Admonter Kogels. In der Nachbarschaft befindet sich das St. Veiter Schlössl. Es steht in der Andritzer Reichsstrasse 160.

## Beschreibung
Der frühere Meierhof und die Kirche wurden zwischen 1654 und 1659 nach Plänen von Domenico Sciassia neu errichtet. In den folgenden Jahren wurde der Hof nach und nach zu einem Schloss ausgebaut. Aus dem Jahr 1791 ist eine Beschreibung des Schlosses bekannt. Zur damaligen Zeit verband ein gemauerter Gang das Schloss mit der Kirche. Zwischen dem Schloss und dem Meierhaus befand sich ein großer Hof. Beide Gebäude waren von einer Mauer umgeben. Weiters gehörten eine Weinzierlerei und der Bogenhof zum Schloss.
Die Kirche und der Verbindungsgang zum Schloss wurden zu Anfang des 19. Jahrhunderts abgetragen. Die Kirche war damals rund 60 Meter lang und 12 Meter hoch. Das Kirchenschiff hatte zwölf Glasfenster und war mit Steinen gepflastert. Es wurde von einem, wahrscheinlich barocken Gewölbe überspannt. Das Dach war mit Steinen und Ziegeln gedeckt. Im kleinen Kirchturm befanden sich zwei Glocken. Die Innenausstattung der Kirche umfasste acht Holzstatuen und zehn Kirchenstühle.

## Geschichte
Ursprünglich war das Schloss St. Gotthard ein Gutshof und trug den Namen „Weinzierl“. Erstmals erwähnt 1147 als dem Stift Rein gehörig, wurde der Hof dann vom Stift St. Lambrecht erworben und an die Stubenbergern verliehen. Für das Jahr 1319 ist ein Hofmeistergeschlecht mit dem Namen „zu Weinzürl“ belegt. Ab derselben Zeit wird auch ein Kaplan erwähnt, obwohl der erste Beleg für eine eigene Kapelle aus dem Jahr 1373 stammt. Erhart Crel von Spiegelfeld, ein Dienstmann der Stubenberger, musste später das Gut verpfänden und verkaufte es 1386 an das Stift Lambrecht. Das Stift löste den Hof auf und nutzte ihn als Meierhof. 1532 wurde der Hof von den Türken zerstört. Erst gegen Ende des 16. Jahrhunderts ließ das Stift den Hof wieder aufbauen. Zwischen 1654 und 1659 wurde das Gut und die Kirche neu errichtet. 1673 wurde das Anwesen von Kaiser Leopold I. besucht. Ab dieser Zeit bürgerte sich für das Anwesen der Name „St. Gotthard“ ein und es wurde nach und nach zu einem Schloss ausgebaut wurde. Es diente bis zur Auflösung des Stiftes Lambrecht im Jahr 1786 den Äbten während der Zeit der Weinlese als Wohnsitz.
Nach der Auflösung des Stiftes ging das Schloss in den Besitz des Religionsfonds und stand damit unter der Herrschaft des Staates. Zu Anfang des 19. Jahrhunderts wurde die Kirche und der Verbindungsgang zum Schloss abgetragen. 1804 erwarb Franz Moss von Sonnegg das Anwesen. In der folgenden Zeit wechselte das Schloss häufig seine Besitzer, bis es 1870 in den Besitz der Freiherrn von Ecker-Eckhofen kam.